# Take Two (serie televisiva)

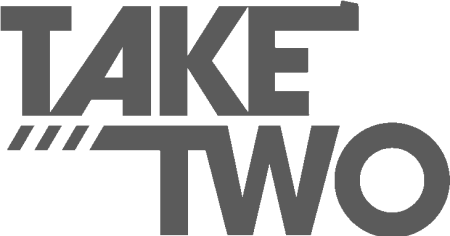
Logo della serie

Take Two è una serie televisiva statunitense ideata da Andrew W. Marlowe e Terri Edda Miller, rispettivamente il creatore e la produttrice esecutiva di Castle.
La serie è stata trasmessa sulla ABC dal 21 giugno al 13 settembre 2018.
Il 21 novembre 2018, è stata cancellata dopo una stagione.
In Italia, la serie va in onda su Paramount Network dal 2 gennaio 2019.

## Trama
La serie è incentrata su Sam, una ex star di una serie poliziesca di successo, appena uscita dalla riabilitazione e su Eddie, un investigatore privato. I due si uniscono per risolvere i crimini, che sono un'occasione per Sam di tornare alla ribalta.

## Episodi
| Stagioni       | Episodi | Prima TV USA | Prima TV Italia |
| -------------- | ------- | ------------ | --------------- |
| Prima stagione | 13      | 2018         | 2019            |

## Personaggi e interpreti

### Principali
- Sam Swift, interpretata da Rachel Bilson, doppiata da Eleonora Reti.
- Eddie Valetik, interpretato da Eddie Cibrian, doppiato da Carlo Scipioni.
- Roberto "Berto" Vasquez, interpretato da Xavier de Guzman, doppiato da Emanuele Ruzza.
- Detective Christine "Chris" Rollins, interpretata da Aliyah O'Brien
- Monica, interpretata da Alice Lee

### Ricorrenti
- Mick English, interpretato da Jordan Gavaris[7]
- Syd, interpretata da Heather Doerksen
- Zeus, interpretato da Lamont Thompson

## Produzione

### Sviluppo
La serie, in via di sviluppo da fine marzo 2016, è stata ordinata il 16 novembre 2017, con la rete tedesca VOX di RTL Group e quella francese France 2, che si sono immediatamente unite alla ABC.

### Casting
Il 16 novembre 2017, Rachel Bilson e Eddie Cibrian erano stati scritturati nei ruoli di Sam e di Eddie. Xavier de Guzman si è unito al cast della sere il 15 febbraio 2018. Il 13 marzo, si sono unite anche Aliyah O'Brien e Alice Lee.

### Riprese
Le riprese della serie si sono tenute dal 26 febbraio al 23 luglio 2018.

## Accoglienza
Sull'aggregatore di recensioni Rotten Tomatoes ha un indice di gradimento del 67% con un voto medio di 5,96 su 10, basato su 15 recensioni, mentre su Metacritic ha un punteggio di 53 su 100, basato su 10 recensioni.